# IC 3366
IC 3366 је спирална галаксија у сазвјежђу Дјевица која се налази на листи објеката дубоког неба у Индекс каталогу.
Деклинација објекта је + 9° 24' 36" а ректасцензија 12h 27m 12,1s. Привидна величина (магнитуда) објекта IC 3366 износи 15,2 а фотографска магнитуда 16,0.